# HHHistory
Albums de IAM
Rimes essentielles
(2021)
HHHistory est le onzième album studio du groupe de rap français IAM sorti en 2023 sur les labels Côté Obscur et La Cosca.
L'album compte 10 titres (et les instrumentaux de 2 titres) pour une durée totale de presque 48 minutes, ce qui en fait l'album le plus court du groupe. Il vient clore la sortie mensuelle de rééditions et d'inédits d'IAM durant l'année 2023, opération célébrant le cinquantenaire du hip-hop. Ceci se reflète dans le nom de l'album, HHHistory étant la contraction de « Hip Hop History » (histoire du hip-hop).
La jaquette de l'album représente la sortie de métro du Vieux-Port de Marseille intégrée à un ensemble urbain évoquant New-York.

## Production
Tout comme leur précédent album, HHHistory est auto-produit par le groupe IAM et se caractérise par la place prépondérante d’Akhenaton : outre sa présence au chant, il signe la musique de 9 des 10 morceaux. Imhotep n'est crédité sur l'album que dans les remerciements,.
Le titre de l'album reprend celui d'un maxi d'IAM sorti en 2003 en collaboration avec le groupe Soul Swing,.
Dans le morceau Glorieux, les paroles d'Akhenaton « Je ramène le message, cinq furieux » sont une référence à Grandmaster Flash and the Furious Five et leur morceau The Message.
L'introduction et la conclusion du morceau Fille de l'air contiennent des extraits d'une interview donnée par Pierre Rabhi à la RTS en 2016.
Le morceau CBR fait référence au modèle de moto du même nom de la marque Honda. Une Honda Fireblade CBR1000RR-R apparaît dans le clip.

## Critiques
Booska-P estime que « IAM livre un album cohérent et continue de se renouveler ».
Pour RFI, « HHHistory est une déclaration d’amour. Aucune balade pourtant dans ce disque solide, mais un respect des traditions du hip hop ».

## TournéeHHHistory Tour
Le groupe assure une cinquantaine de concerts en 2024 en France,,,,,, en Belgique, au Luxembourg, à Monaco et en Suisse, ainsi qu'une date à New York, lors d'une tournée portant le même nom que l'album,,. Les concerts de la tournée — d'environ 2h20 chacun — célèbrent les cinquante ans du hip hop en incluant, au-delà des morceaux de HHHistory, des morceaux de tous les albums précédents d'IAM, tels que Red Black and Green ou Le Feu,.
Sur le plan artistique, IAM explique que les concerts de la tournée ont été préparé en plusieurs étapes : une première setlist a été établie au printemps 2023 puis une seconde, plus large et définitive, en octobre. Entre octobre et décembre, Akhenaton a retravaillé les musiques de tous les morceaux (les plus anciens inclus) de façon à créer une unité de son lors des concerts. De décembre à fin janvier 2025 ont été définies la scénographie, les enchaînements et l'interaction avec les DJ.

## Sortie
L'album sort le 11 décembre 2023, uniquement en vinyle via la boutique officielle d'IAM. L'album est ensuite distribué sur les principales plateformes de streaming et de ventes de fichiers numériques à partir du 2 février 2024, veille du début de la tournée. Il s'agit du premier album du groupe à ne pas être distribué en CD.

## Liste des morceaux
| 1.    | Glorieux                              | Buddah Kriss & Oliver | 5:04 |
| 2.    | Sans valeurs                          | Akhenaton             | 3:53 |
| 3.    | Pas possible                          | Akhenaton             | 3:10 |
| 4.    | Signe des temps                       | Akhenaton             | 3:26 |
| 5.    | Ma vie                                | Akhenaton             | 3:50 |
| 6.    | Le second c'est le premier des losers | Akhenaton             | 3:40 |
| 7.    | We too                                | Akhenaton             | 4:27 |
| 8.    | CBR                                   | Akhenaton             | 3:59 |
| 9.    | Fille de l'air                        | Akhenaton             | 3:57 |
| 10.   | Fakerie                               | Akhenaton             | 3:22 |
| 11.   | Glorieux (instrumentale)              | Buddah Kriss & Oliver | 5:03 |
| 12.   | Fille de l'air (instrumentale)        | Akhenaton             | 3:57 |
| 47:48 |                                       |                       |      |

## Clips
Les clips ont été diffusés sur la chaîne Youtube de La Cosca, le label d'IAM (date de sortie indiquée entre parenthèses) : 
- Sans Valeurs (11 décembre 2023)
- CBR (2 février 2024)

## Samples
La plupart des samples proviennent de Tracklib, « une plateforme de samples libres de droits avec des artistes qui ont compris que le sampling fait partie de la composition » selon Akhenaton. Il ajoute que « l'ADN d'IAM et l'ADN du hip-hop reste le sample ».
La musique du morceau Fille de l'air est une version rejouée du morceau Intelligent Hoodlum (1990) de Tragedy Khadafi.

## Crédits
- Paroles : Akhenaton et Shurik'n
- Composition : Akhenaton, Buddah Kriss & Oliver (Just Music Beats)
- Scratches : DJ Kheops